# Adolphe Gutmann
Adolphe Gutmann, nato Wilhelm Adolf Gutmann, (Heidelberg, 12 gennaio 1819 – La Spezia, 27 ottobre 1882), è stato un pianista e compositore tedesco, allievo e amico di Fryderyk Chopin.

## Biografia
Il giovane Adolphe, all'età di 15 anni, si recò a Parigi nel 1834 per studiare con Chopin, divenendo uno degli allievi preferiti del compositore polacco oltre che suo amico.
Gutmann si esibì in concerto con Chopin, Charles-Valentin Alkan e Pierre-Joseph Zimmerman.
Una trascrizione per pianoforte di un brano della sinfonia n. 7 di Beethoven, stesa da Alkan, venne da lui eseguita in concerto nel 1838.
Chopin dedicò a Gutmann la partitura dello Scherzo op. 39, pubblicato nel 1839. Gutmann dedicò sua opera Etudes (la sua op. 12) a Chopin.
Gutmann fu il copista di un certo numero di opere di Chopin e gli fece da corriere per recapitare le sue lettere alla famiglia a Varsavia. Fu accanto al letto di morte di Chopin e conservò il bicchiere da cui bevve il suo ultimo sorso d'acqua. Insieme a Eugène Delacroix, il principe Czartoryski e Franchomme tenne i cordoni del feretro durante il funerale del compositore il 30 ottobre 1849. Sia lui che Alkan ereditarono le note che Chopin aveva compilato in preparazione di un metodo di insegnamento al pianoforte. 
Nel 1866 si dedicò ai viaggi: in Egitto, Siria e Palestina. Al termine della guerra franco-prussiana si trasferì a Firenze e, nel 1880, si stabilì a La Spezia, dove morì due anni dopo.

## Opere
Ispirato allo stile del suo maestro, Gutmann compose diversi Notturni e dodici Studi, implementando le caratteristiche che sembrano annunciare la venuta dell'impressionismo (due dei suoi studi sono chiamati Mare e La tempesta e sono repliche dello studio n. 1, op. 25, di Chopin e Révolutionnaire). 
Tutte le sue opere furono molto popolari nel loro tempo, ma da allora in poi sono cadute nell'oblio.
- Nocturne Lyrique
- Nocturne No.7, Op.20
- Deux Nocturnes, Op.8
- Deux Nocturnes, Op.16
- Notturno grazioso, Op.51